# Станевич, Вера Оскаровна
Вера Оскаровна Станевич (14 [26] декабря 1890, Пенза ― 26 декабря 1967, Москва) ― поэтесса «серебряного века», переводчица западноевропейской литературы.

## Биография
Родилась в Пензе. Дочь заведующего пензенской больницей врача Оскара Казимировича Станевича (?—1912). Училась в Москве на философском отделении Высших женских курсов. В 1911 году вышла замуж за поэта Юлиана Анисимова. Сын Борис умер от скарлатины в 1934 году.
Квартира Анисимовых была в некотором роде литературным салоном, там бывали разные писатели: и Андрей Белый, и Сергей Есенин.
В. Станевич с мужем организовали литературный кружок «Сердарда», куда вошли Б. Л. Пастернак, С. Н. Дурылин, Б. А. Садовской, К. Г. Локс и другие.
Один из участников этих собраний К. Локс вспоминал о Станевич: «Обожая всякого рода экстравагантности, она иногда ходила дома в коротких штанишках и вообще отличалась мужскими замашками. Поэтому А. Белый, в которого она была влюблена, называл её не Станевич (её фамилия), а Штаневич».
В воспоминаниях К. Локс неоднократно возвращается к семье Анисимовых: «В начале сентября семейство Анисимовых прибыло в Москву, но Боже, с каким грузом и в каком виде! Мать Веры Оскаровны была полупарализована, а пьяница дядюшка за год истратил половину её состояния. Пришлось переменить квартиру. Скоро толпа друзей придала этому мрачному жилью прежние черты, но все же былая беззаботность исчезла. В углах начали скопляться какие-то тени, и они впоследствии оформились в занятия антропософией, которым начала предаваться Вера Оскаровна. Собрания книгоиздательства „Лирика“ скоро начали походить на секту, и Бобров стал поговаривать о необходимости изменить положение вещей. Тем не менее решено было готовить к печати ряд изданий и в первую очередь книги Пастернака и Асеева».
С мая 1919 по апрель 1920 В. Анисимова-Станевич ― научный сотрудник Румянцевского музея.

## В Московском антропософском кружке
Уже в 1911 году Вера Станевич увлеклась антропософией, посещала кружок по изучению трудов Рудольфа Штейнера, позже, в 1916 году, вместе с К. Н. Васильевой (впоследствии женой Андрея Белого) собиралась создать общество «для изучения сознания», вела кружок по книге Штейнера «Христианство как мистический факт и мистерии древности» (ОР ГМИИ им. А. С. Пушкина. Ф. 43. — Оп. V. — Ед. хр. 436).
По предложению В. Станевич, видевшей в М. В. Ломоносове предтечу и «основателя славянской культуры на Востоке», осенью 1921 года была создана так называемая «Ломоносовская группа» ― «Вольное содружество духовных течений». В группу вошли Андрей Белый, К. Н. Васильева, Т. Г. Трапезников, литературовед М. П. Столяров, жена М. А. Волошина М. В. Сабашникова, А. С. Петровский. В 1931 году ОГПУ возбуждает дело «о контрреволюционной организации антропософов».
М. Н. Жемчужникова вспоминает о Вере Станевич:

Одного недоразумения, связанного с её именем в последующих годах, я должна коснуться. Среди антропософов некоторые упрекали её в «отступничестве», а другие ещё хуже ― в лицемерном угодничестве ради «карьеры». И то и другое неверно. Психологию таких «отступников» удивительно метко изобразил Пастернак в лице «перековавшихся» друзей Юрия Живаго. Он говорит приблизительно так (не имея подлинника, цитирую по памяти): «Человеческому свободному духу так противно всякое насилие, что он старается убедить себя, что это его собственное настоящее мнение, а вовсе не давление со стороны». Антропософию она даже сама перед собой законспирировала, не читала и не говорила о ней. Но антропософия в ней жила. Совсем незадолго до смерти она мне об этом прямо сказала, упомянув, будто вскользь ― что её духовный стержень ― медитация «Die Sonne Schaue…» А ещё спустя некоторое время она взялась за перевод Автобиографии Штейнера, который я ей всячески навязывала, считая действительно, что только она может дать настоящий перевод этой книги, требующей философской эрудиции вместе с искусством находить формулировки тончайших оттенков мысли. Она взялась за этот перевод, но смерть опередила, у меня остались всего 2 ½ главы в черновике.

## Творчество
Начав писать стихи, Вера Станевич участвовала в литературной жизни группы «Лирика», организованной поэтом С. П. Бобровым. Посещала «ритмический кружок» Андрея Белого.
Первая публикация ― пять стихотворений в сборнике «Лирика» (1913), в котором были опубликованы стихи Б. Пастернака, Ю. Анисимова, Н. Асеева, А. Сидорова, С. Рубановича, С. Дурылина под псевдонимом С. Раевский, К. Локса. В 1917 году опубликовала несколько рассказов в журнале «Русская мысль».
В начале 1914 года группа «Лирика» распалась; Бобров, Асеев и Пастернак решили организовать более эпатажное содружество, ― таким образом, появилась группа «Центрифуга».
Ещё в юности В. Станевич заинтересовалась художественным переводом. В 1912 году Борис Пастернак познакомил её со стихами Рильке, которые он пробовал переводить. Станевич с Ю. Анисимовым стали переводить «Часосолов». «Борис Пастернак слушал варианты, обсуждал, набрасывал собственные решения. Следы этих занятий остались на страницах книги, с которой Пастернак никогда не расставался».
Хорошо зная европейские языки, и оставшись в 1940-х гг. одна, В. Станевич всю свою жизнь отдала переводу европейской прозы. В её переводах вышли романы и повести Шарлотты Бронте, Бальзака, Лиона Фейхтвангера, Томаса Манна, Герберта Уэллса, А. Конан-Дойла, Джека Лондона, Жюль Верна («Таинственный остров»), Э. М. Ремарка («Чёрный обелиск») Франца Кафки и др. Почти все эти романы неоднократно переиздавались.
По просьбе редакций ею написаны две статьи о художественном переводе: «Творческий перевод художественной прозы» (Дружба народов, 1958, № 8) и «Некоторые вопросы перевода прозы» (Мастерство перевода. ― М.: Советский писатель, 1959).